# 桐梓河
桐梓河，是中国长江流域的一条河流，汇入赤水河，属于赤水河水系。河长122千米，流域面积3280平方千米，多年平均流量53立方米每秒。自然落差588米。水能理论蕴藏量21万千瓦。
桐梓河，赤水河最大支流，流域面积3348平方公里，发源于贵州省桐梓县，正源(东源，又称天门河)发源于桐梓县小坝乡楠牛石大火土，东侧与乌江水系分水。于桐梓县县城右岸与发源于桐梓县楚米镇韭菜坝的西源相汇，汇合后又称官渡河。流经桐梓县、仁怀市边界进入习水县，至习酒镇瓮坪村汇入赤水河。桐梓河河长122公里，平均坡降约4.8‰。在习水县二郎镇设有二郎水文站。

## 沿河城镇
桐梓县城，习水县二郎镇

## 水电站
兰子口水电站，杨家园水电站，圆满贯水电站。

## 主要支流
沙溪河，桐梓河一级支流。发源于温水镇茅坝村。自北而南经保丰、官店、里师、沙溪于永安镇环山子汇入桐梓河。全河长52.4千米，自然落差858米，平均比降1.6‰，多年平均流量7.77立方米/秒，历史最大洪水发生于1972年4月15日，天堂段流量2089立方米/秒。流量面积434.3平方千米。
马鹿河，亦名小沟河，桐梓河一级支流。发源于良村镇蔡村。自北而南流经羊化、润南、黄泥塘，于永安镇两河口入桐梓河。全河长29.1千米，自然落差850米，平均比降2.9‰，多年平均流量2.08立方米/秒，流域面积166.5平方千米。
二郎河，曾名重溪沟，桐梓河一级支流。发源于永安镇蚂蝗沟。自北而南流经河坝、桑木、沙坝，于二郎镇二郎坝汇入桐梓河。全河长18.1千米，自然落差402米，平均比降2.2‰，多年平均流量1.11立方米/秒，历史最大洪水发生于1978年6月14日，桑木水电站流量289立方米/秒。流域面积112.9平方千米。
两岔河温泉，位于桑木镇桐卷村蔴窝村民组两岔河右岸（二郎河上游），距桑木镇4.5千米，距习水县城31.5千米。1959年9月四川石油普查大队作过调查；1973年后，省地质局108地质大队及中国人民解放军000932水文部队亦先后作过调查及评价。温泉出露于桑木背斜南东翼，芭蕉湾压扭性断裂南东侧溪沟边，沟谷切割深达百余米，地层为寒武系中上统娄山关群（E2-3L5）白云岩，岩层厚570-604米，倾向137°，倾角18°，为一单斜构造。泉水流量0.62公升/秒，流量稳定，水温41℃，无色透明，微具硫化氢味。属硫酸--钙型水（SO4″-C++）。是唯一可供开发利用的温泉。